# Björnön (roman)
Björnön (originaltitel Bear Island) är en deckare av Alistair MacLean från 1971. Boken handlar om ett fartyg på väg till Björnön med ett filmteam. Under resans gång mördas filmteamets medlemmar en efter en.
Boken utkom i svensk översättning 1971.